# Rue Baillif
Pour les articles homonymes, voir Baillif (homonymie).
La rue Baillif est une ancienne voie de Paris qui était située dans le 1er arrondissement.

## Situation
Avant les années 1860

La rue Baillif sur une carte du territoire dépendant de la collégiale Saint-Honoré en 1640.

La rue Baillif commençait rue Neuves-des-Bons-Enfants (rue Radziwill après 1867) et rue des Bons-Enfants (no 36) et finissait rue Croix-des-Petits-Champs (no 45). La rue était longue de 67 mètres. Elle finissait au no 16 et n'avait pas de numéro impair car ce côté était intégralement occupé par les services de la banque de France.
Après les années 1860
La rue Baillif commençait rue Croix-des-Petits-Champs (no 33) et finissait rue de Valois (nos 22-24).

## Origine du nom
La rue prend son nom de Claude Bailliffre ou Baïf, surintendant de la musique du roi auquel Henri IV a donné un grand terrain dans cette rue.

## Historique
La rue des Bons-Enfants venait buter sur l'enceinte de Charles V et était prolongée par la rue Baillif qui partait en courbe vers la rue Croix-des-Petits-Champs.
Après la destruction de l'enceinte de Philippe Auguste dans les années 1630, un grand hôtel est construit au nord de la rue par Louis Ier Phélypeaux, seigneur de La Vrillière. La résidence est renommée par la suite hôtel de Toulouse et devient le siège de la Banque de France.
En 1702, la « rue Baillif  », qui fait partie du quartier de Saint-Eustache, débute à l'angle des rues des Bons-Enfants et Neuve-des-Bons-Enfants et se termine rue des Petits-Champs et comprend 10 maisons et 3 lanternes publiques.
Dans les années 1860, le siège de la Banque de France est agrandi vers le sud en partie sur la rue Baillif. Cette dernière, désormais à angle droit avec la rue des Bons-Enfants, est prolongée jusqu'à la rue de Valois en absorbant le début de la rue Radziwill,.
De 1924 à 1927, la Banque de France fait agrandir l'hôtel de Toulouse par l’architecte Alphonse Defrasse. Le vaste bâtiment s'étend désormais jusqu'à la rue du Colonel-Driant, ouverte en 1915. La rue Baillif est alors entièrement supprimée. La cour no 8 occupe son emplacement,.

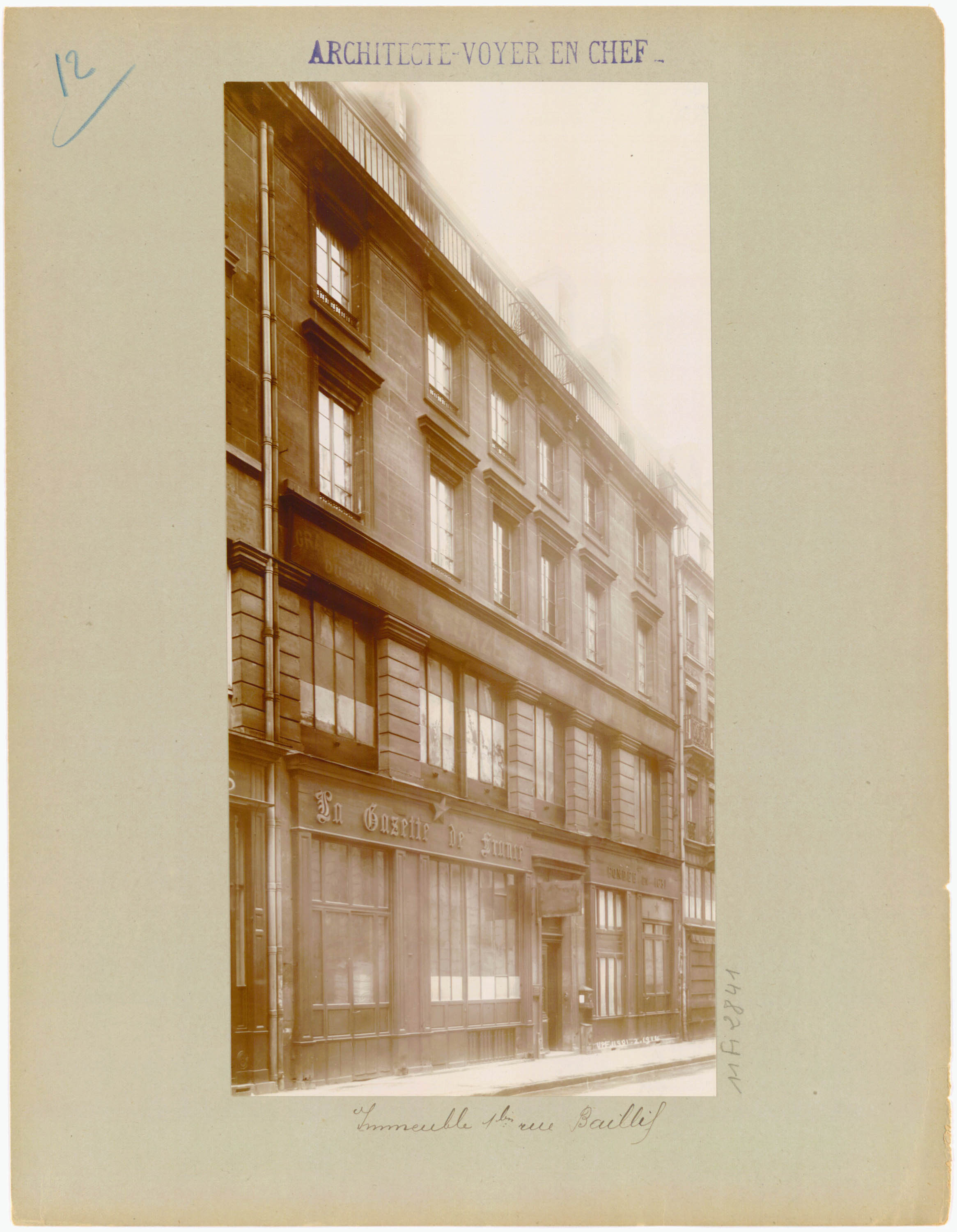
no 1bis.
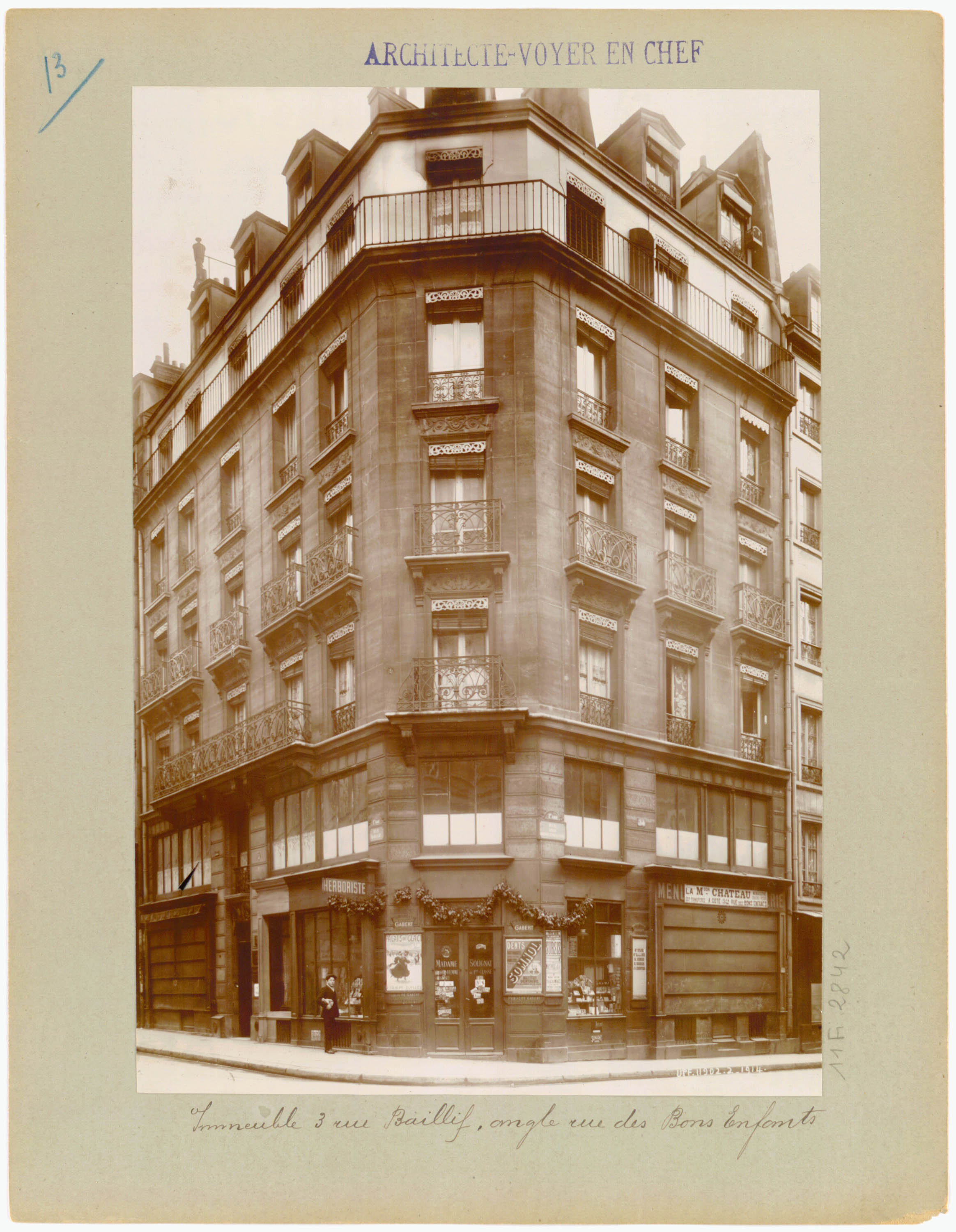
no 3, angle avec la rue des Bons-Enfants.
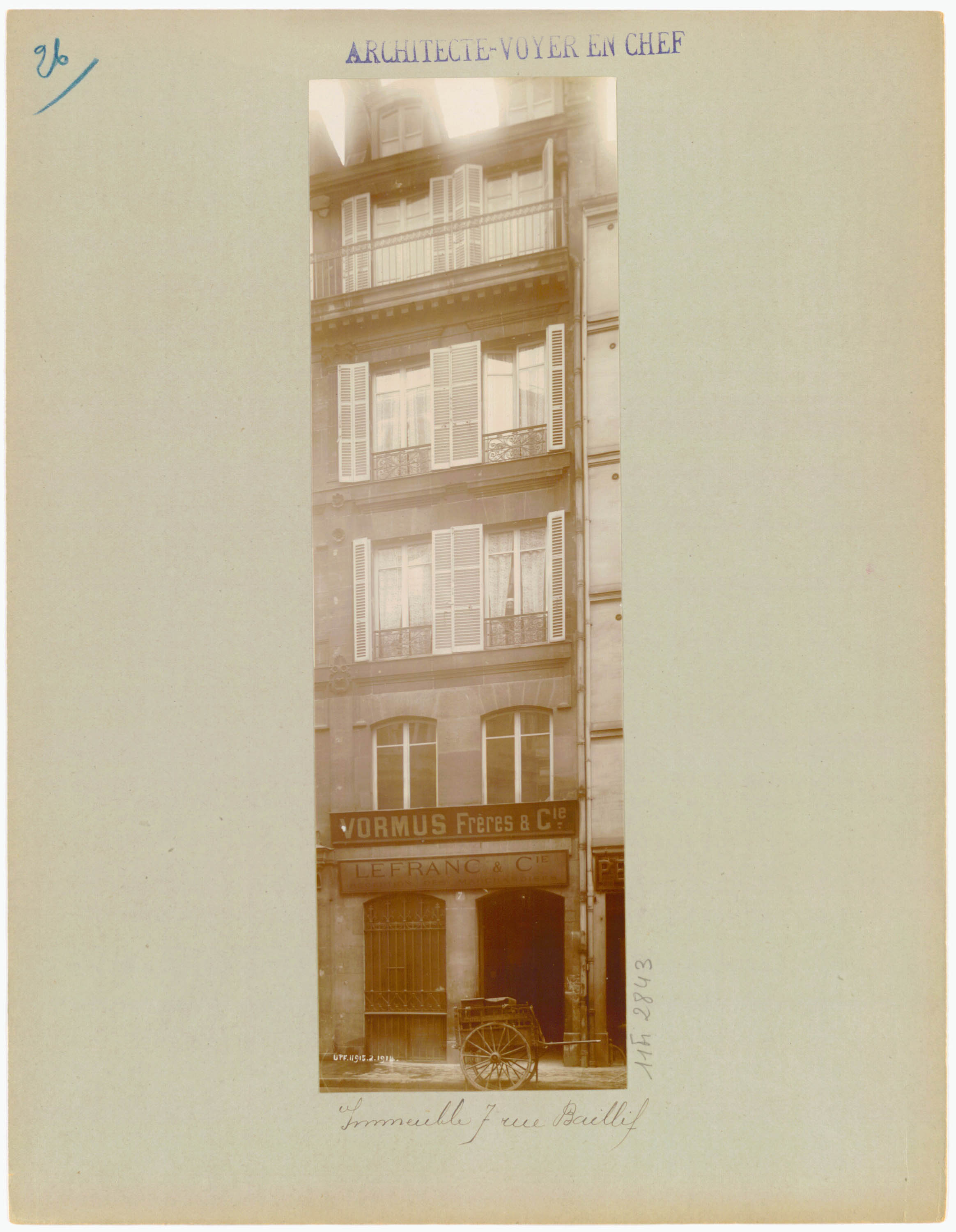
no 7 (anciennement rue Radziwill).
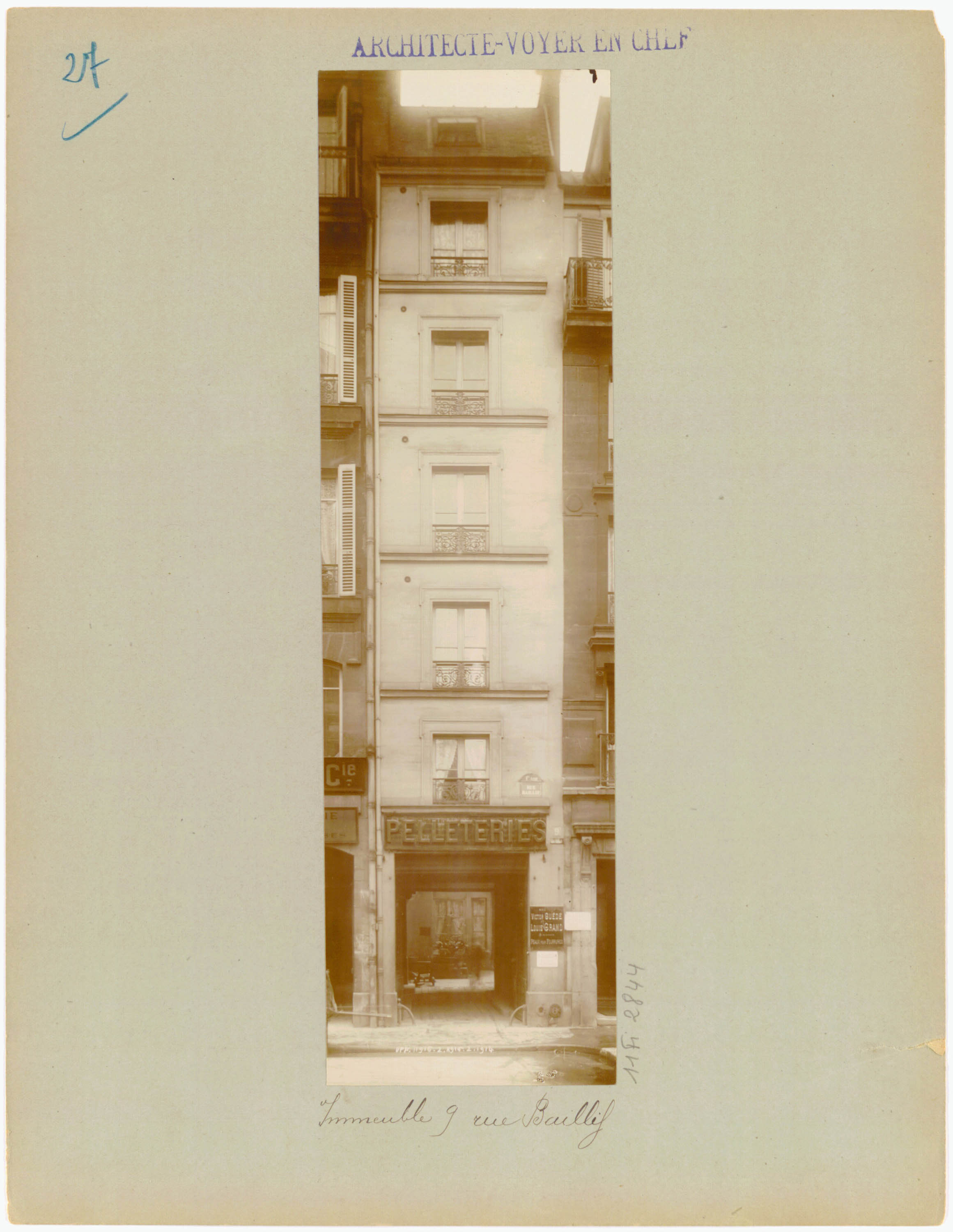
no 9 (anciennement rue Radziwill).